# Philippe-Isidore Picot de Lapeyrouse
Pour les articles homonymes, voir Lapeyrouse et Picot.

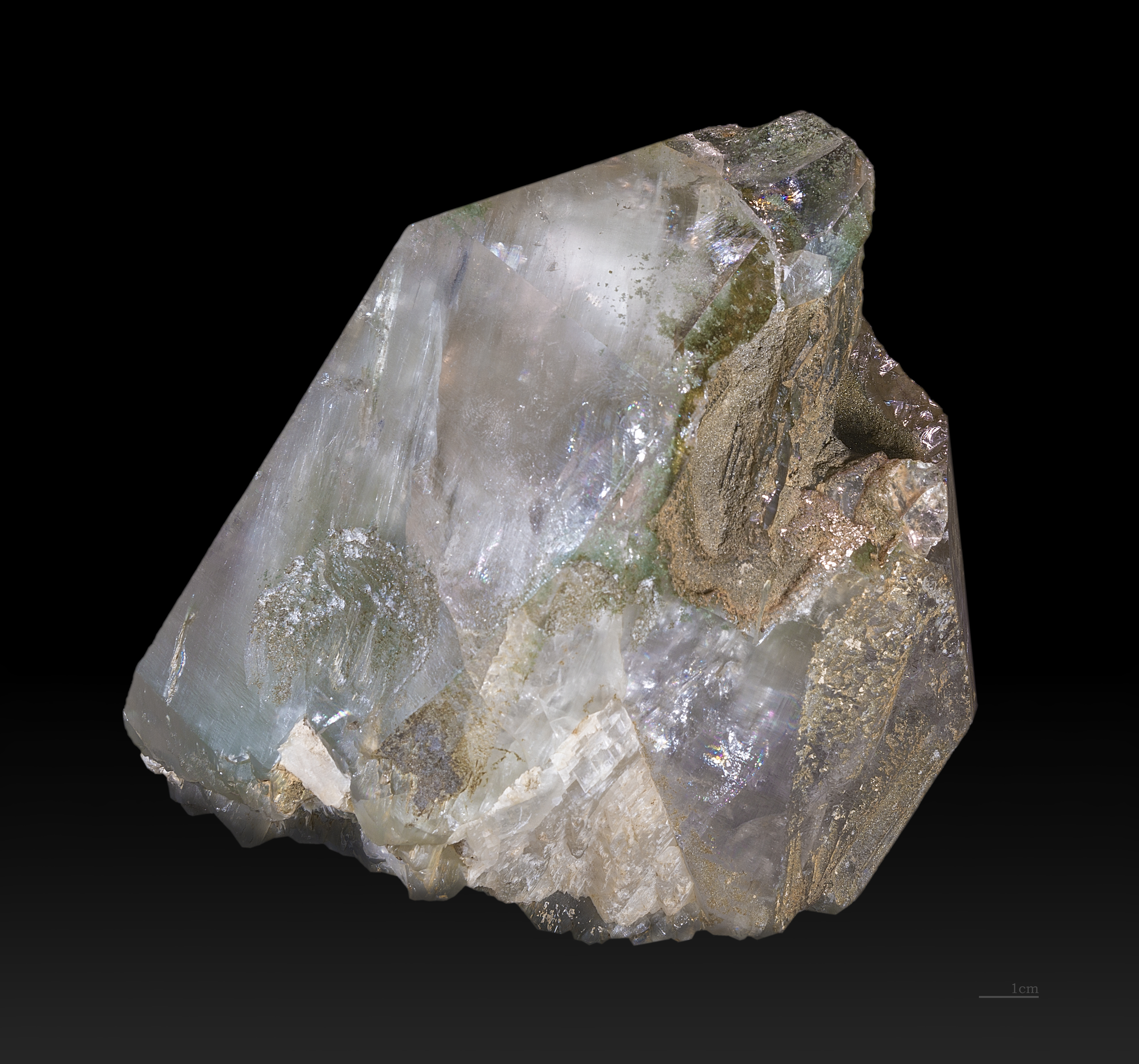
Quartz prase trouvé par Picot et Dolomieu en 1793, au Pic d'Eres lids.

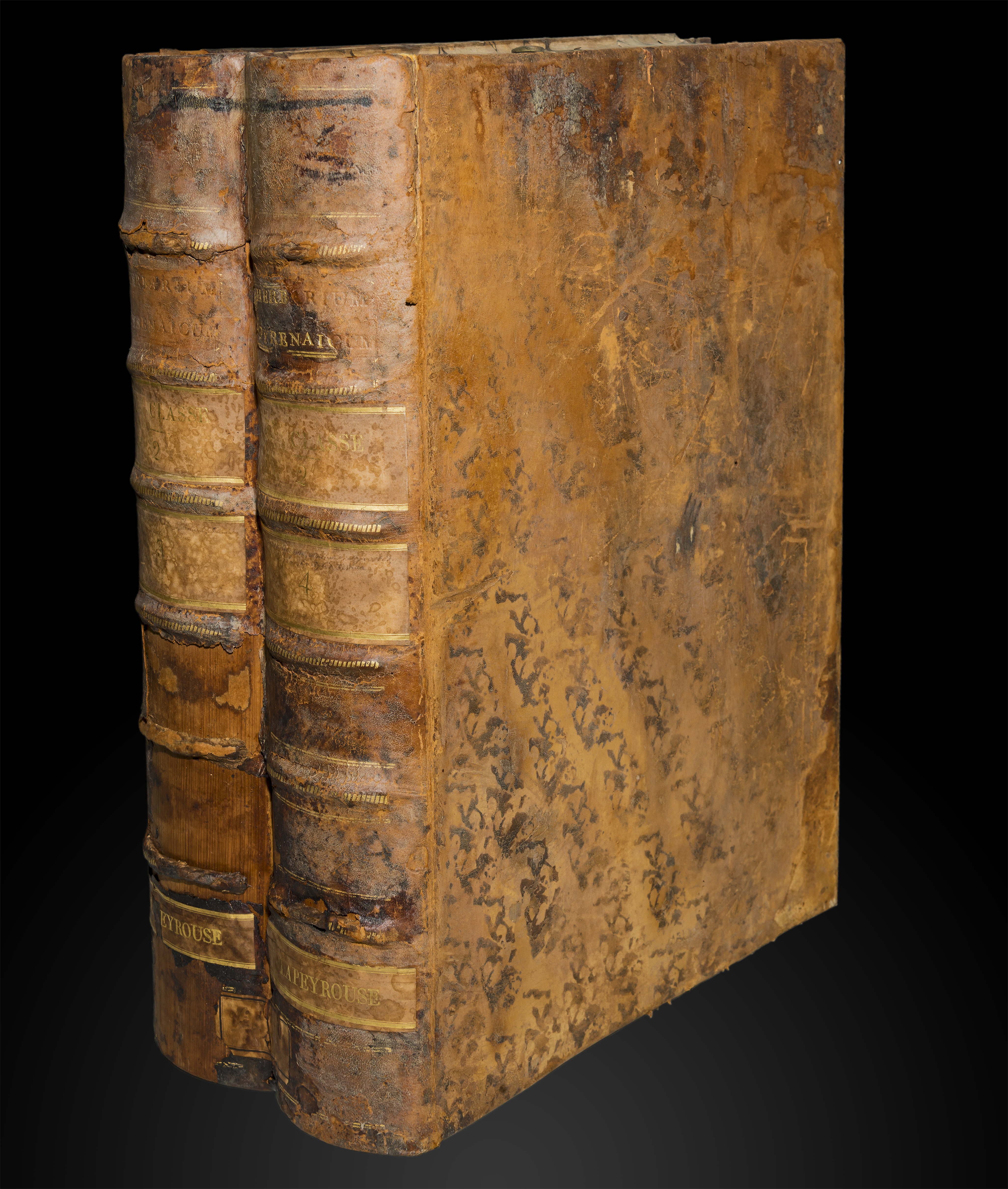
Volumes de l'Herbier de Picot de Lapeyrouse MHNT.

Philippe-Isidore Picot de Lapeyrouse est un naturaliste français, né le 20 octobre 1744 à Toulouse et mort le 18 octobre 1818 au château de Lapeyrouse (Haute-Garonne).

## Avant 1789
Son père, Jacques Picot de Buissaison de Lapeyrouse (1709-1781) est noble, mais d'une famille de négociants, seigneur de Buissaison, de Lapeyrouse, et de Belloc. Il est capitoul de Toulouse et avocat aux requêtes près le Parlement de Toulouse de 1769 à 1777. Aîné de sept enfants, quatre de ses frères optent pour la carrière militaire.
Philippe-Isidore Picot de Lapeyrouse est le frère du baron Étienne Guillaume Picot de Bazus général de division et du baron Jean Baptiste Picot de Buissaizon, chef de bataillon des Gardes suisses au château de Versailles.
Philippe opte d'abord pour une carrière dans la magistrature et obtient en 1768 une charge d'avocat général près la chambre des eaux et forêts du parlement de Toulouse.
Un de ses oncles, baron de Lapeyrouse, meurt en 1775 et lui lègue sa fortune et son titre. Il se marie, le 15 septembre 1772, avec Magdelaine de Sacaze de Saint Beat, appartenant à une famille de robe, et très bien dotée. N'ayant plus de soucis d'ordre pécuniaire, ayant démissionné de son poste, face à la dissolution des parlements et la réforme de l'administration engagés par René Nicolas de Maupeou en 1771, il peut se consacrer dès lors à sa véritable passion, l'histoire naturelle. Il fait en 1773 le dénombrement de ses fiefs nobles et, en 1778, devant les capitouls de Toulouse afin de devenir électif. Au début de la Révolution française, il doit payer 1 600 francs pour l'impôt sur les riches : il figure donc parmi les plus riches citoyens de la Haute-Garonne.
Picot de Lapeyrouse passe la plupart de son temps à voyager et étudier. Il fait paraître en 1781 sa Description de plusieurs nouvelles espèces d'orthocératites et d’ostracites (Erlangen) qui est consacrée à des coquilles fossiles. Il fait paraître aussi dans les Mémoires de l'Académie de Toulouse diverses communications sur la faune, la flore et les minéraux des Pyrénées. Ses observations ornithologiques sont reprises dans le Dictionnaire des oiseaux, publiée dans le cadre de l'Encyclopédie méthodique. En 1786, il fait paraître un Traité des mines et forges à fer du comté de Foix. Il est aussi correspondant de l'Académie des sciences.

## De 1789 à 1815
En 1789, il est déjà un naturaliste et minéralogiste connu, membre des Académies des sciences de Stockholm et de Toulouse. Il est chargé de la rédaction des cahiers de doléances de l'ordre de la noblesse de la sénéchaussée de Toulouse. Il est très ouvert aux idées nouvelles. Il est l'auteur, en 1789, de De l'administration diocésaine en Languedoc, pour servir d'instruction aux députés de cette province aux États-Généraux. En 1790, il est nommé président de l'administration du district de Toulouse. En 1806, il est élu mainteneur de l'Académie des Jeux floraux. Il est également garde national et publie la Réclamation de Philippe Picot, président du district de Toulouse.
Mais bien qu’il ait renoncé à toute fonction politique dès 1792, il est arrêté et passe dix-huit mois en prison comme « partisan du fédéralisme et président d'une section fédéraliste ». Libéré après la chute de Robespierre, il reprend ses recherches et devient inspecteur des mines, puis successivement professeur d'histoire naturelle à l'école centrale de Toulouse, à l'école des mines de Paris, et en 1811 à la faculté des sciences de Toulouse, la même année doyen de cette faculté. En 1800, il est nommé maire de Toulouse, fonction qu'il conserve jusqu'en 1806, et il devient le premier président du conseil général de Haute-Garonne. Il est fait baron d'Empire le 1er mars 1808 et chevalier de la Légion d'honneur. Il accomplit une œuvre importante en tant que maire.
Son ami Louis Ramond de Carbonnières (1755-1827), spécialiste en botanique et géologie des Pyrénées centrales, décide, en 1797, de mener à bien un projet qui l’habitait depuis longtemps : atteindre le sommet du Mont Perdu (3 355 mètres) pour trancher la controverse qui l'opposait à Déodat Gratet de Dolomieu (1750-1801) et Lapeyrouse sur l' « âge primitif » des calcaires de la chaîne centrale. L’expédition comprend une quinzaine de personnes, dont Picot de Lapeyrouse et plusieurs de ses élèves. Elle trouve de nombreux fossiles mais n’atteint pas le sommet. Philippe-Isidore Picot de Lapeyrouse doit renoncer, car il est affaibli par sa longue détention.[réf. nécessaire] Le récit de l'ascension paraît en 1797 sous le titre Voyage au Mont-Perdu et dans la partie adjacente des Hautes-Pyrénées.
C’est pour ses cours que Lapeyrouse fait paraître en 1799 ses Tables méthodiques des mammifères et des oiseaux observés dans le département de la Haute-Garonne. Lapeyrouse projette de faire paraître une flore des Pyrénées, mais il ne peut faire éditer qu'une Monographie des saxifrages (1801). C’est une version abrégée qu'il publie en 1813 sous le titre Histoire abrégée des plantes des Pyrénées et Itinéraire des botanistes dans ces montagnes. Après le rétablissement, en 1807, de l'Académie de Toulouse, supprimée en 1792, il en devient le secrétaire perpétuel.
En minéralogie il décrit une espèce, qu'il croit, nouvelle à partir d'échantillon du pic d'Eredliz, et la baptise koupholite inspiré des deux racines grecques : pierre légère. Cette espèce n'est en fait qu'une variété d'habitus de la prehnite en lamelles rhomboïdales.
Il est à l’origine de la création du Muséum d'histoire naturelle de Toulouse.

## Après 1815

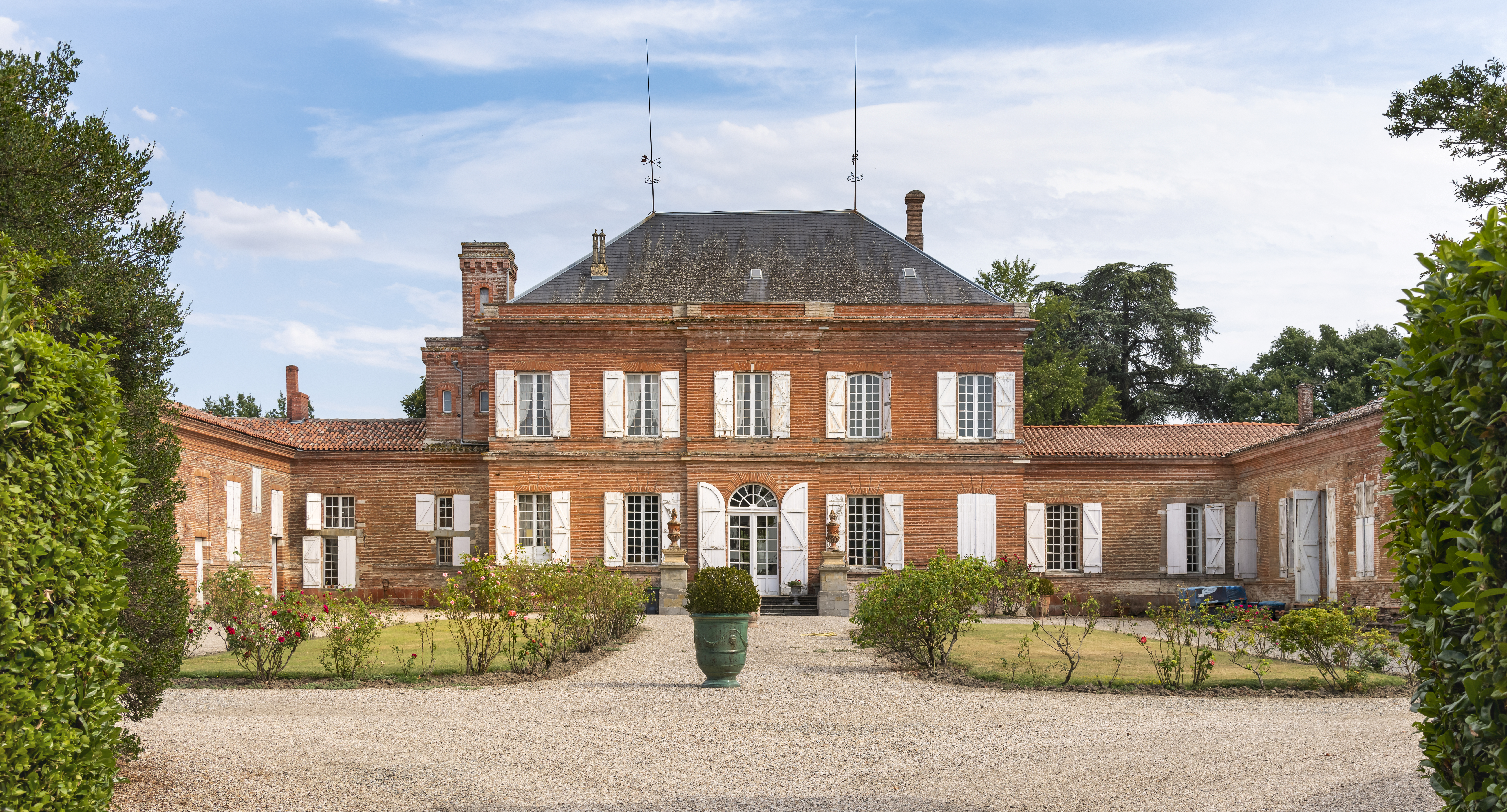
Le château de Lapeyrouse.

Après le retour des Bourbons, étant un ancien député pendant les Cent-jours, il attend 1816 pour se remontrer à Toulouse.
Lapeyrouse est un franc-maçon actif et un ami d'Alexandre Du Mège (1780-1862). Très influencé par Jean-Jacques Rousseau, il fonde tout d'abord  la loge Les amis du désert, puis de 1814 à 1818 il est vénérable de la grande loge provinciale de Toulouse.
Il décède le 18 octobre 1818 en son château de Lapeyrouse (Haute-Garonne), où il faisait des recherches agronomiques et où il introduisit le mouton mérinos. Une part importante de sa bibliothèque se trouve désormais dans les bibliothèques de Toulouse.
Son fils Isidore Picot de Lapeyrouse né en 1776 et décédé en 1835 lui succède à la chaire d'histoire naturelle de la faculté des sciences de Toulouse en 1818. Alors que Jean-François Romieu lui a succédé en tant que doyen de la faculté.

## Honneurs
En 1955 le lycée de garçons de Toulouse décide de changer de nom et de prendre celui d’un savant lié à Toulouse, une commission est constituée, et celle-ci propose trois noms : Philippe-Isidore Picot de Lapeyrouse, Émile Cartailhac et Pierre de Fermat (nom qui sera retenu).
Une rue très fréquentée du centre ville de Toulouse porte le nom de Philippe-Isidore Picot de Lapeyrouse.
Deux espèces minérales lui avaient été dédiées, toutes deux déclassées au rang de variétés :
- la picotite, il s'agit d'une variété d'hercynite,
- la  ferropicotite (Lacroix 1904), variété ferrifère de spinelle.

Le nouvel amphithéâtre du Muséum d'histoire naturelle de Toulouse porte le nom de Picot de Lapeyrouse.
Il existe un Institut des sciences naturelles Picot de Lapeyrouse, rattaché au Muséum de Toulouse.

## Œuvres
- Mémoires d'histoire naturelle : Description de quelques crystallisations. Histoire naturelle du Lagopède. Description de quelques plantes des Pyrénées (1774-1778)
- Déscription de plusieurs nouvelles espèces d'orthocératites et d'ostracites, Erlang (Allemagne), Wolfgang Walther, 1781 (lire en ligne)
- Traité sur les mines de fer et les forges du comté de Foix (1786)
- Mémoire sur la mortalité des ormes dans les environs de Toulouse (1787)
- Histoire des plantes des Pyrénées (1791)
- Figures de la flore des Pyrénées, avec des descriptions (1795)
- Voyage au Mont-Perdu et dans la partie adjacente des Hautes-Pyrénées (1797)
- Tables méthodiques des mammifères et des oiseaux observés dans le département de la Haute-Garonne (an VII), Toulouse, Douladoure Veuve, 1798-1799 (lire en ligne)
- Essai sur les avortements, présenté et soutenu aux écoles de la Société de médecine de Toulouse, Dominique Izard et Philippe-Isidore Picot-de-Lapeyrouse, Toulouse, Tislet, 1802-1806 (lire en ligne)
- Histoire abrégée des plantes des Pyrénées et Itinéraire des botanistes dans ces montagnes (1813), Toulouse, Bellegarrigue F.-G (1818). Illustré de gravures sur métal de Jacques-Bernard Mercadier. (lire en ligne)
- Notice historique sur M.r Jean Viguerie, chirurgien en chef de l'Hôtel-Dieu-Saint Jacques de Toulouse, Toulouse, Bellegarrigue, 1813 (lire en ligne).
- Considérations sur les lycées, surtout par rapport aux départements (1815) Imprimé par le Conseil général de la Haute-Garonne et envoyé aux députés.
- Supplément à l'Histoire abrégée des plantes des Pyrénées, Toulouse, Bellegarrigue F.-G, 1818 (lire en ligne)
- Extraits de sa correspondance avec D. Villars (1861)